# Punomoćje
Ugovor o punomoćju je ugovor između vlastodavca i punomoćnika kojim se punomoćnik obavezuje da, uz naknadu ili besplatno, u ime i za račun vlastodavca, preduzima određene pravne poslove, tako da oni neposredno obavezuju vlastodavca i drugu ugovornu stranu. Prilikom sastavljanja punomoćja treba uvek obratiti pažnju na nekoliko stvari, najpre treba navesti podatke o licu koje daje punomoć, zatim navesti podatke o licu kojem se daje punomoć i na kraju se navodi i opisuje posao koji ovlašćeno lice treba da učini u ime i za račun davaoca punomoćja. Uvek treba konsultovati i pravno lice ili fizičko lice kojem se punomoćje prezentuje jer upravo to lice može zahtevati neke posebne uslove i forme ovlašćenja bez čije ispunjenosti neće ni prihvatiti vaše punomoćje.Ugovor o punomoćstvu je neformalan, jednostrano ili dvostrano obavezujući, a može biti dobročin ili teretan. Ugovor o punomoćstvu ima tri bitna elementa i to: pravni posao koji punomoćnik preduzima u ime i za račun vlastodavca, naknadu za zastupanje i rok na koji je punomoćje dato.

## Forma i overavanje punomoćja
Punomoćje predstavlja jednostranu izjavu volje - ovlašćenje za zastupanje za koji u principu nije naročito bitna forma, ali forma propisana zakonom za neki ugovor ili koji drugi pravni posao važi i za punomoćje za zaključenje tog ugovora, odnosno za preduzimanje tog posla.
To praktično znači da, ukoliko punomoć prati za koji je zakon propisao da mora biti u pismenoj formi i overen u sudu ( npr Ugovor o kupoprodaji nepokretnosti). Overa ovakvog punomoćja nije naročito skupa ali konkretna vrednost zavisi od organa u kojem je overavate, mada i među istim organima u različitim opštinama postoji različita praksa oko utvrđivanja naknade za overu punomoćja.

## Vrste punomoćja
Punomoćje može biti opšte i specijalno. Opšte punomoćje se daje radi obavljanja poslova koji spadaju u redovno poslovanje davaoca punomoćja. Specijalizovano se daje za obavljanje poslova koji ne spadaju u redovno poslovanje davaoca punomoćja, s tim što je za svaki poseban slučaj preuzimanja menične obaveze, zaključivanje ugovora o jemstvu, poravnanju, izabranom sudu, kao i odricanje od nekog prava bez naknade, potrebno posebno ovlašćenje za svaki pojedinačni slučaj.

## Prava vlastodavca
Vlastodavac ima pravo da, u svakom momentu, suzi ili u potpunosti opozove prava punomoćnika, čak i slučaju da se u punomoćju odrekao pravo na to i to može da učini izjavom bez posebne forme.
Vlastodavac ima pravo da traži odštetu od punomoćnika ukoliko je ovaj prekoračio ovlašćenja i time naneo materijalnu ili nematerijalnu štetu vlastodavcu.  Međutim, ukoliko je ova šteta nastala nakon sužavanja ili opozivanja prava punomoćnika, o kojim on nije bio obavešten, vlastodavac nema pravo na odštetu.

## Prava punomoćnika
Punomoćnikova ovlašćenja su jasno definisana i on ne sme da ih prekorači. Osim toga, u slučaju kada se daje specijalno punomoćje, kako bi punomoćnik imao pravo da obavlja određene pravne poslove za vlastodavca potrebno je da dobije posebno ovlašćenje za svaki pojedini slučaj. Ti pravni poslovi su: preuzimanje menične obaveze, zaključivanje ugovora o jemstvu, o poravnanju, o izabranom sudu, kao i odricanje nekog prava bez naknade.
Ukoliko vlastodavac suzi ili opozove punomoćje i time povredi ugovor o nalogu, ugovor o delu ili neki drugi ugovor, punomoćnik ima pravo na naknadu za nastalu štetu.

## Literatura
- Oliver Antić: Obligaciono Pravo, Treće izdanje
- Đorđe Nikolić, Obilgaciono Pravo, Projuris, Beograd, 2006